# Никита Столпник
Никита Столпник (? — 24 мая 1186) — святой Русской церкви, почитается в лике преподобных. Прославился подвигом столпничества в Никитском монастыре в Переславле-Залесском. Память совершается (по юлианскому календарю) 23 мая (Собор Ростово-Ярославских святых) и 24 мая.

## Жизнеописание
Преподобный Никита, уроженец Переславля-Залесского, жил в XII веке. В юности он вступил в брак и с тем вместе предался многим порокам; был, как говорится в рукописном житии, другом мытарей; притеснял бедных, заводил ссоры с богатыми, взимая от них неправедную мзду и сим способом приобрёл себе богатое имение.

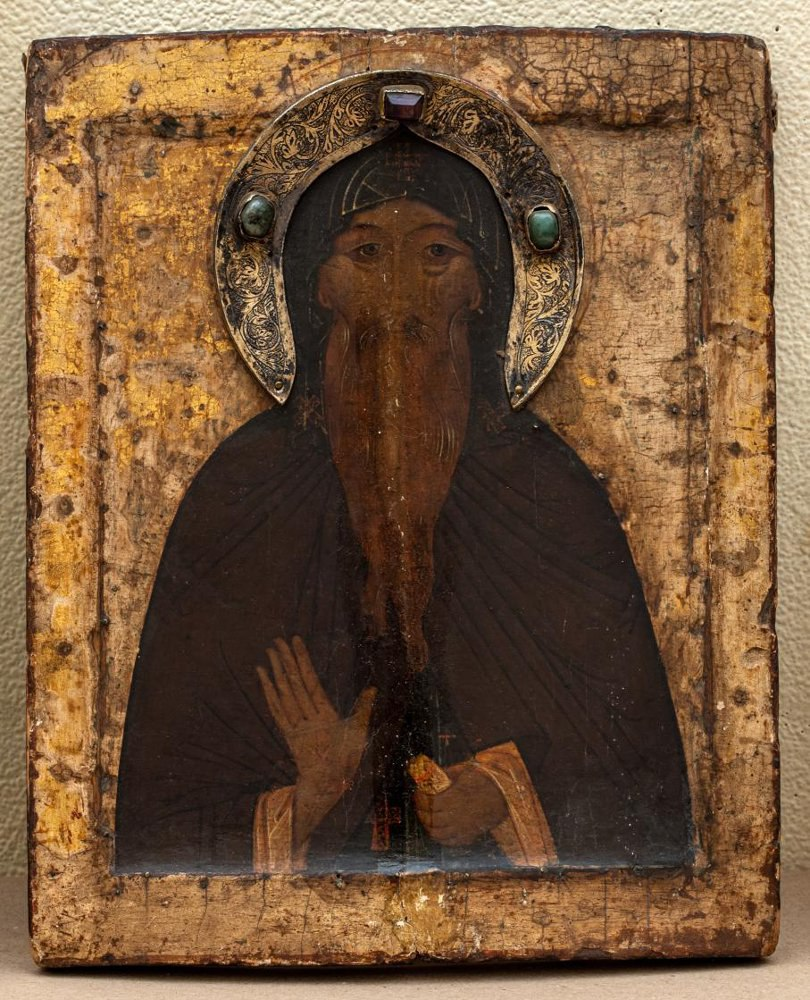
Преподобный Никита Переяславский. XVII в.

Однажды Никита пришёл в церковь, где на то время читано было при Богослужении из Пророка Исайи следующее: «Омойтесь, очиститесь; удалите злые деяния ваши от очей Моих; перестаньте делать зло; научитесь делать добро, ищите правды, спасайте угнетенного, защищайте сироту, вступайтесь за вдову» (Ис. 1:16-17).
Эти пророческие слова до того тронули Никиту, что он тогда же решился оставить порочную свою жизнь и всецело посвятить себя на служение Богу. Оставив дом, семейство и большое имение, неправедно им нажитое, он ушёл в Никитский монастырь, где показал собою редкий пример самоотвержения и духовного подвижничества. Возложив на себя тяжёлые железные вериги, он заключился в уединённый каменный столп, в котором до самой кончины своей день и ночь пребывая в трудах, посте и молитве, с сердечным сокрушением просил у Господа Бога прощения своих грехов, взывая непрестанно: «Владыко Христе Царю! помилуй мя падшаго; возстави на путь истинный погрязшаго в тине греховной». Вериг было двое: одни из них полегче носил он на теле; другие, весом в два с половиною пуда, возлагал и носил поверх одежды.
За свою подвижническую жизнь и раскаяние, согласно житию, Никита получил от Бога дар чудотворений.

### Исцеление святого князя Михаила Черниговского
Слух о необычайном подвижничестве преподобного Никиты, а равно и о его чудотворениях далеко разнёсся. Отовсюду стали приходить к нему здравые и недужные или для получения назидательных наставлений, или для исцеления.

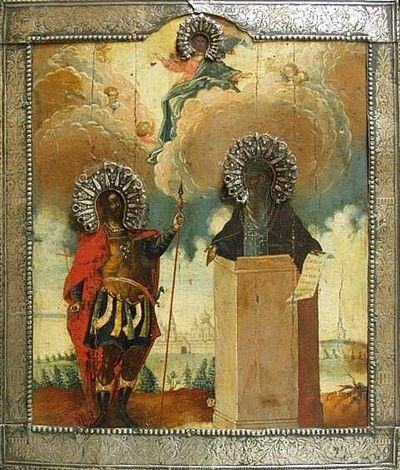
Никита Стратилат и Никита Столпник на столпе. Список конца XVIII века храмовой иконы собора Никитского монастыря в Переславле Залесском. На заднем плане — Никитский монастырь

Из числа немощных, приходивших к преподобному Никите, было одно особенно замечательное лицо — черниговский князь Михаил Всеволодович (Чермный), впоследствии святой мученик и исповедник (отец преподобной Евфросинии Суздальской). Страдая в юных летах телесным расслаблением и не ведая, какими врачевствами укрепить своё здоровье, Князь Михаил нарочито, по одному слуху о преподобном Никите и о его святой и чудодейственной жизни, прибыл из Чернигова в Переславль-Залесский. Остановясь за версту от Никитского монастыря, Михаил послал одного из своих бояр к преподобному просить у него помощи в своей тяжкой болезни. Преподобный Никита, видя искреннее усердие князя, дал посланному жезл, сказав, что шлёт его как врачевство для больного; пусть возьмёт его в руки и исцелеет. Посланный возвратился, вручил князю жезл и, лишь только он принял его в свои руки, тотчас ощутил себя совершенно здравым. В память этого события князь Михаил тогда же повелел водрузить крест на том самом месте, где последовало исцеление, с указанием года, именно: «лета 6694» (1186 год).
Об этом чудесном исцелении Черниговского князя Михаила и о поставлении им креста в память сего события говорится в Степенной книге и, по свидетельству её автора, крест тот был ещё цел в конце XVI века. Ныне на этом месте находится каменная часовня, расстоянием от монастыря Никитского в одной версте, возле Ростовского шоссе, и называется Черниговскою.

### Кончина и почитание
Преподобный Никита Столпник скончался насильственною смертью. Однажды пришли к преподобному двое из его ближних за благословением. Железные вериги Никиты, от времени обтёршиеся и получившие блеск, были принятыми ими за серебряные. Желая завладеть ими, они убили преподобного Никиту. Это произошло 24 мая 1186 года.
Мощи преподобного Никиты освидетельствованы и обретены 29-31 мая 2000 г. по благословению Патриарха Московского и всея Руси Алексия II и распоряжению архиепископа Ярославского и Ростовского Михея.
Память его празднуется 24 мая по юлианскому календарю.

#### Помощь от Никиты Столпника
Ещё при жизни преподобный Никита приобрёл дар исцеления и стал помогать больным.
Около 1515 года переславский дьякон Евстафий лишился рассудка, однако исцелился, когда на него возложили железные вериги святого Никиты столпника.
В 1884 году Иван Фёдорович Турков после молитвы к святому Никите получил исцеление от телесной слабости.
В ответ на молитвы преподобный Никита помогает при параличе, при травмах с потерей конечностей, а также в случае бессонницы.
Ему также молятся, когда нет надежды на выздоровление, и когда надо облегчить мучения больного просьбой, чтобы тот скорее был призван к Богу.
Вериги святого Никиты, которые сохраняются в Никитском монастыре, паломники возлагают на бесноватых для изгнания демона.
Вода Никитского источника, который находится близ монастыря и был выкопан Никитой, считается святой и помогает от многих болезней.

## Житие
В месяцеслове имя Никиты Столпника впервые появляется только в конце XV века. Но учёные предполагают, что местное почитание этого святого сложилось гораздо раньше. Отсутствие бытовых подробностей и скудность исторической конкретики привели исследователей к выводу, что от времени жизни Никиты до создания жития прошло несколько столетий. Поэтому написание основной части текста учёные относят к концу XIV – началу XV века. Зато позже, после обретения мощей святого, текст стал прирастать новыми частями. Если в списке середины XV века просто излагается сюжет, то списки XVI века уже включают пространное и витиеватое похвальное слово столпнику. Наконец, ещё через сто лет к этой основе добавляются и описания позднейших чудес.
Авторство основного текста определить невозможно. Есть предположение, что житие составлено на основе существовавшего ранее устного предания. Дополнительные статьи (о том, как буря помешала попытке вскрытия мощей митрополитом Фотием и о посмертных чудесах святого) приписываются двум авторам. Первый – митрополит Московский и Всея Руси Афанасий (уроженец Переславля, он в своё время был духовным чадом преподобного Даниила Переславского, а тот в молодости жил в Никитском монастыре). Второй – игумен Никитского монастыря Вассиан.
Несмотря на то что известно 150 списков жития, его основной текст практически не претерпел изменений и на протяжении всего времени существует в одной редакции.
Житие интересно ещё и тем, что в нём впервые упоминаются известные в Ярославском крае монастыри: Никитский в Переславле, Борисоглебский под Ростовом и Петропавловский на Волге в Ярославле.